# 레츠고 (시트콤)
《레츠고》는 SBS에서 2002년 3월 18일부터 2002년 6월 28일까지 방영되었던 청춘시트콤인데 방영 전의 캐스팅 문제 등에서 생긴 상처를 치유하지 못한 채 4∼5%의 시청률로 저조한 성적에 그쳤다.

## 제작진
- 극본 : 김의찬, 윤학렬, 정진영
- 연출 : 안범진, 이창태

## 출연진
- 이성진 : 안성진 역
- 김태희 : 김태희 역
- 이동욱 : 이동욱 역
- 안연홍 : 안연홍 역
- 이혜미 : 김혜미 역
- 윤영삼 : 고영삼 역
- 한기범 : 한기범 역
- 고명환 : 고명환 역
- 로티플 스카이 : 김하늘 역
- 문천식 : 문천식 역
- 정양 : 정선생 역
- 김인문 : 김인문 역
- 김신록 : 윤미주 역
- 홍수현 : 홍수현 역
- 임강성
- 송지영
- 신지 : 신기태 역
- 지성
- 원숙희
- 이다연
- 핑클
- 박종규
- 조현재
- 김사랑
- 김진아
- 김진수
- 권용운
- 박미선
- 김형범
- 권오영
- 백승욱
- 도기석
- 박정수
- 김창숙
- 최우혁
- 홍인영
- 한희
- 윤은혜
- 박은혜